# سرخ‌ماهی
سرخ‌ماهی (نام علمی: Apogon imberbis) نام یک گونه از سرده دهان‌لانه‌ماهی است.